# Elecciones municipales de Avellaneda de 1973
Las elecciones municipales de Avellaneda de 1973 se realizaron el domingo 11 de marzo junto con las elecciones presidenciales y elecciones legislativas nacionales. Dichas elecciones se realizaron después de la dictadura cívico-militar autodenominada Revolución Argentina, impuesta por el golpe del 28 de junio de 1966. Eran, por lo tanto, las primeras elecciones legislativas que se realizaban desde junio de 1966. En estos comicios, se eligió a la totalidad de los miembros del Concejo Deliberante y el Consejo Escolar de Avellaneda, debido a la interrupción del orden constitucional.
Una de las mitades, tanto del Concejo Deliberante como el Consejo Escolar, tendría que renovarse en las Elecciones municipales de Avellaneda 1977, por lo tanto una mitad solo tendría medio mandato (2 años) y la otra mandato completo (4 años), la parte a renovar sería elegida por sorteo. Esto no sucedió debido al Golpe del 24 de marzo de 1976 que inició el autodenominado Proceso de Reorganización Nacional.

## Candidaturas y Resultados
Se presentaron 9 partidos o alianzas políticas en estas elecciones y sus resultados electorales fueron
|  | 52.67 % |

|  | 17.72 % |

|  | 12.75 % |

|  | 5.52 % |

|  | 3.09 % |

|  | 1.43 % |

|  | 1.32 % |

|  | 0.43 % |

## Concejales y Consejeros Escolares electos
| Partido político                   | Concejales | Consejeros Escolares                                                                  |
| ---------------------------------- | --- | ------------------------------------------------------------------------------------- |
| Frente Justicialista de Liberación | - Julio Joaquín Soiza - Blas Omar Arcos - Antonio Kadela - Mario Pedro Seijo - Juan Luis Yocco - Florencio Rodríguez - Oscar Inocencio Alaris - Oscar Rubén Alonso - Josefina Ruffi - Luis Victorino Cabelo - Claudio Fernandez - Miguel A. Penise - Federico Jesús Suárez - Esteban Flores - Ires Carmen Rodríguez - Ángel Ciulla | - Elvira Estravis - Cipriano Bernabé Gonzalez - Carmelo Formica - Ricardo E. Martinez |
| Unión Cívica Radical               | - Luis Raúl Sagol - Juan Manuel Moure - Osvaldo Pazos - Osvaldo Huerga - Rubén R. Ciccone | - Rubens L. Villarino                                                                 |
| Partido Intransigente              | - Vicente Pendino - Luis Bruni - Pascual Romano | - Irene Lucía Daffonchio                                                              |